# つぐみの森
『つぐみの森』（つぐみのもり）は、大島弓子による日本の漫画。『別冊少女コミック』（小学館）1973年3月号に掲載された。
当時、作者は『少女コミック』など小学館の雑誌にも作品を発表するようになったばかりで、使用禁止語のないその自由な編集方針により、従来扱えなかったテーマを、これまでとは違った方式で描くことができるようになったという。
このころ、作者は登場人物の関係を構造式のようなものとして構成し、思いつく限りのエピソードをジグソーパズルのようにして組み立てるという形式を取っていた。この作品に関しては、そのような手間をかけずに、一人の人物を中心にして主題と物語を内包して作話することに成功したため、ネーム完成ははやかったという。編集者と打ち合わせなしで提出した原稿であったが、編集側からは歓迎されたどころが、『真夜中のパーティー』を紹介されている。読者からも好評であった、と作者は述懐している。
一方で、「少々道徳への自責の念にかられながら」発表した作品であるとも述べている。

## あらすじ
一人の女子高生が早春の朝、学校の裏の森の湖に水死体となって発見された。彼女は教師に道ならぬ恋心を抱いており、自殺として処理された。森島みのるは彼女のライバルであるビナス（千家八重）に恋心を抱いており、ラブレターを渡そうとするが、警察からビナスがその教師、欧外先生を巡って恋の鞘当てがあり、彼女を殺してしまったのではないか、という取り調べを受ける。そんなみのるを心配した担任でもある欧外先生はビナスにこれ以上近づくな、と忠告し、春休みになったら自分の田舎である信州へ遊びに来ないか、と誘う。それでも諦め切れなかったみのるは女装して女子寮に忍び込むが、近づくことができたビナスとの会話から、彼女も欧外先生に夢中であることに気づく。みのるはビナスより、欧外先生の日記を持ち出して欲しいと頼まれる。その依頼を達成したみのるに、ビナスは自分が犯人だ、という告白をする。みのるはビナスが入水自殺をするかもしれないと心配し、湖へ向かった。

## 登場人物
森島みのる（もりしま みのる）
主人公。1年3組出席番号35番。成績が良いため、謎の富豪より大学までの学費を支給されている。学級内では孤立している。
欧外（おうがい）
みのるたちのクラスの担任教師。信州出身。自殺した生徒およびビナスから慕われていた。
ビナス / 千家八重（せんけ やえ）
学園のマドンナ的存在で、全校男子生徒の垂涎の的。みのるもその例外ではないが、彼女自身は自殺した生徒同様、欧外を慕っていた。
アノン / 天地のり子（あまち のりこ）
みのるのクラスメイト。学級内で唯一みのると親しい。みのるのことが好きだと欧外に告白する。
刑事たち
自殺した生徒の件で、ビナスのことを疑っている。
謎の出資者
みのるの大学までの学費を支給し、時折文通している。武蔵野郵便局留めで手紙を受け取っている。
入水した女生徒
高校でビナスと男子生徒の人気を二分する存在。欧外を慕っていた。

## 解説
- 副田義也は、この物語の縦糸には、最終的には悲劇を招いた同性愛の感情があり、そのことが、少女たちの性への欲望・関心を典型的な結婚生活・家庭生活の実現へと収斂させていくはずの理想を拒絶していると評している[3]。

## 単行本
- 『雨の音がきこえる』 小学館（小学館文庫）（1976年4月20日刊）
  - 収録作品 -『雨の音がきこえる』・『ヨハネが好き』・『ほたるの泉』・『風車』・『つぐみの森』
- 『大島弓子全集第2巻  ミモザ館でつかまえて』朝日ソノラマ、1986年4月30日刊
  - 収録作品 -『さよならヘルムート』・『鳥のように』・『星にいく汽車』・『わたしはネプチューン』・『なごりの夏の』・『雨の音がきこえる』・『風車』・『つぐみの森』・『ミモザ館でつかまえて』